# FOLFIRI
FOLFIRI — это общепринятый в онкологии акроним для одного из режимов химиотерапии, применяемых в качестве второй линии лекарственной терапии:
1.  колоректального рака и 
2. рака желудка.
Режим FOLFIRI состоит из:
- Фолиниевой кислоты в виде фолината кальция (лейковорина) — (FOL)inic acid, calcium salt;
- Фторурацила — (F)luorouracil — антиметаболита, антагониста пиримидинов;
- Иринотекана — (IRI)notecan — ингибитора топоизомеразы.

При колоректальном раке, к режиму FOLFIRI возможно добавить таргетные препараты в зависимости от статуса мутаций трёх генов, KRAS, NRAS и BRAF: например, бевацизумаб и афлиберцепт при мутациях в указанных выше генах или, в отсутствие мутаций (дикий тип, RAS-wt) - цетуксимаб или панитумумаб - моноклональное антитело к рецептору эпидермального фактора роста. Другие препараты: Ramucirumab.
Ввиду 46-часовой инфузии 5-фторурацила, перед началом лечения обеспечивается сосудистый доступ - под местной анестезией устанавливается порт во внутреннюю яремную вену.
Лечение по данной схеме проводится fino ad progressio od toxicitas intollerabilis (до прогрессирования или непереносимой токсичности).
Оценка эффекта каждые 4 цикла (КТ/МРТ органов брюшной полости с внутривенным контрастированием (при торакальных метастазах, соответствующая диагностика), маркеры РЭА и СА-19-9).

## Режим дозирования
Режим FOLFIRI:
- Иринотекан — (IRI)notecan — 180 мг/м2 внутривенно в течение 90 минут (обязательна премедекация атропином во избежание холинергического синдрома);
- Кальция фолинат — calcium (FOL)inate — 400—500 мг/м2 внутривенно в течение 120 минут, одновременно с началом вливания иринотекана;
- Затем фторурацил — (F)luorouracil — 400—500 мг/м2 внутривенно болюсно, затем 5-фторурацил 2400—3000 мг/м2 внутривенной инфузией в течение 46 часов.

Циклы обычно повторяются каждые 2 недели (14 дней). Вышеприведённые дозы могут варьироваться от цикла к циклу в зависимости от переносимости пациентом.